# Howell Cobb

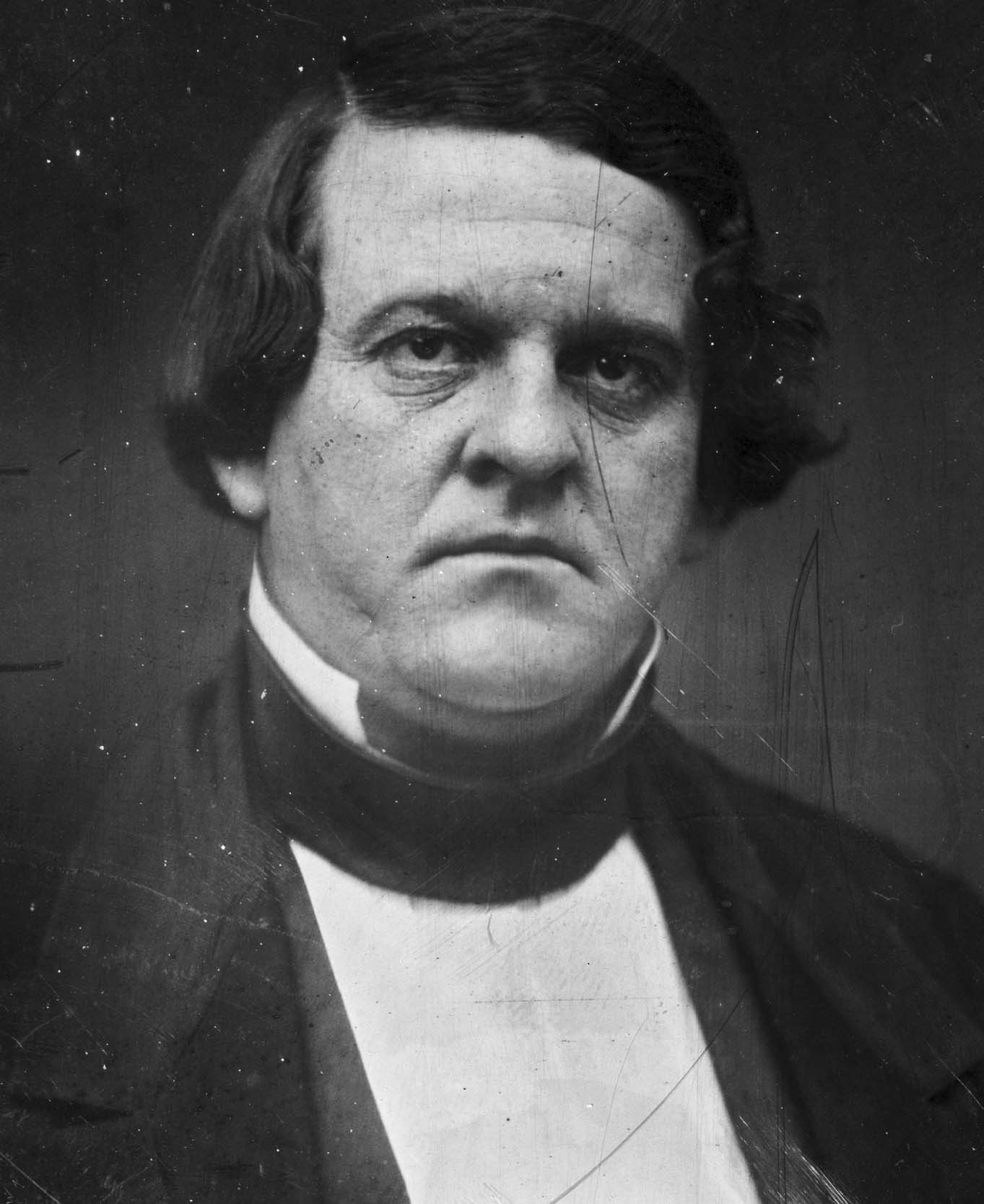
Howell Cobb

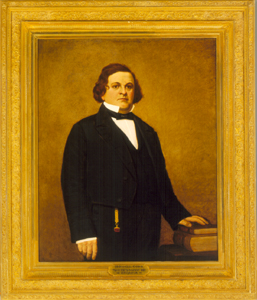
Portret Howella Cobba

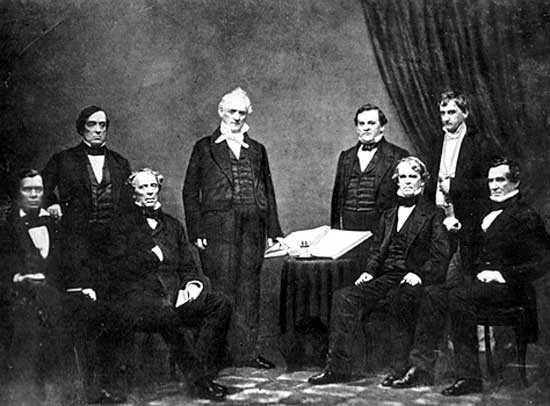
Prezydent Buchanan (w środku). Piąty od lewej stoi Howell Cobb

Howell Cobb (ur. 7 września 1815 w hrabstwie Jefferson, zm. 9 października 1868 w Nowym Jorku) – amerykański polityk, członek Kongresu USA (1842–1851 i 1855–1857), gubernator Georgii (1851–1853).
Przez 2 lata studiował prawo na University of Georgia, w 1837 został wybrany solicitorem w północno-wschodnim rejonie Georgii; sprawował urząd przez 3 lata. W 1842 został wybrany do Izby Reprezentantów USA, której członkiem pozostał do 1851; ponownie sprawował mandat w latach 1855–1857. Poparł aneksję Teksasu przez USA i wojnę z Meksykiem, a także rozszerzanie niewolnictwa na południu USA. Jednocześnie popierał rozszerzenie kompromisu Missouri do linii Pacyfiku; poparł również kompromis 1850 roku. W 1851 został gubernatorem Georgii; zerwał wówczas wszelkie więzi z prosecesjonistycznymi demokratami, co spowodowało jego polityczną izolację i przegraną w ponownych wyborach na gubernatora Georgii. W 1856 odegrał istotną rolę w wysunięciu kandydatury i w zwycięstwie w wyborach prezydenckich Jamesa Buchanana, który po objęciu urzędu mianował Cobba sekretarzem skarbu; Cobb pozostał na tym stanowisku do zwycięstwa Lincolna w wyborach 1860, kiedy to zrezygnował z funkcji (8 grudnia). Po ustąpieniu wrócił do Georgii i został zagorzałym rzecznikiem secesji. Był współtwórcą Skonfederowanych Stanów Ameryki, przewodniczył obradom zjazdu stanów południowych na którym uchwalone zostały Tymczasowa Konstytucja Skonfederowanych Stanów Ameryki i Konstytucja CSA, po wybuchu wojny secesyjnej zorganizował własny pułk i dowodził nim na froncie. Uzyskał stopień generała majora i dowodził Dystryktem Georgii, zanim pod koniec wojny został zmuszony do poddania się.
W sprawie zamierzonego poboru niewolników do sił zbrojnych Konfederacji napisał do sekretarza wojny Jamesa Seddona "jeśli niewolnicy okażą się dobrymi żołnierzami cała nasza teoria niewolnictwa jest błędna"(If slaves make good soldiers our whole theory of slavery is wrong).
Jakkolwiek pochodził z rodziny i okolicy protestanckiej, występował w obronie praw katolików.
Prywatnie był człowiekiem wesołym i towarzyskim, gadułą, jak też smakoszem wykwintnego jedzenia i koneserem dobrego wina. Żona Cobba nie była zbyt szczęśliwa, że jej mąż zajmuje się polityką, o której miała jak najgorsze zdanie. Twierdziła, że jest ona podobna do błotnistej kałuży („filthy pool--now and then throwing up mud and slime from the bottom”).